# EIF5
EIF5 (англ. Eukaryotic translation initiation factor 5) – білок, який кодується однойменним геном, розташованим у людей на короткому плечі 14-ї хромосоми. Довжина поліпептидного ланцюга білка становить 431 амінокислот, а молекулярна маса — 49 223.
| 10         |  | 20         |  | 30         |  | 40         |  | 50         |
| ---------- |  | ---------- |  | ---------- |  | ---------- |  | ---------- |
| MSVNVNRSVS |  | DQFYRYKMPR |  | LIAKVEGKGN |  | GIKTVIVNMV |  | DVAKALNRPP |
| TYPTKYFGCE |  | LGAQTQFDVK |  | NDRYIVNGSH |  | EANKLQDMLD |  | GFIKKFVLCP |
| ECENPETDLH |  | VNPKKQTIGN |  | SCKACGYRGM |  | LDTHHKLCTF |  | ILKNPPENSD |
| SGTGKKEKEK |  | KNRKGKDKEN |  | GSVSSSETPP |  | PPPPPNEINP |  | PPHTMEEEED |
| DDWGEDTTEE |  | AQRRRMDEIS |  | DHAKVLTLSD |  | DLERTIEERV |  | NILFDFVKKK |
| KEEGVIDSSD |  | KEIVAEAERL |  | DVKAMGPLVL |  | TEVLFNEKIR |  | EQIKKYRRHF |
| LRFCHNNKKA |  | QRYLLHGLEC |  | VVAMHQAQLI |  | SKIPHILKEM |  | YDADLLEEEV |
| IISWSEKASK |  | KYVSKELAKE |  | IRVKAEPFIK |  | WLKEAEEESS |  | GGEEEDEDEN |
| IEVVYSKAAS |  | VPKVETVKSD |  | NKDDDIDIDA |  | I          |  |            |

A: Аланін

C: Цистеїн

D: Аспарагінова кислота

E: Глутамінова кислота

F: Фенілаланін

G: Гліцин

H: Гістидин

I: Ізолейцин

K: Лізин

L: Лейцин

M: Метіонін

N: Аспарагін

P: Пролін

Q: Глутамін

R: Аргінін

S: Серин

T: Треонін

V: Валін

W: Триптофан

Кодований геном білок за функціями належить до факторів ініціації, фосфопротеїнів. 
Задіяний у такому біологічному процесі, як біосинтез білків. 
Білок має сайт для зв'язування з нуклеотидами, ГТФ. 